# ZQQ-7
ZQQ-7은 일본이 개발한 소나로, 소류급 잠수함에 탑재된다.

## 제원
- 이름 : ZQQ-7
- 탐지 거리 : 74km
- 소나 종류 : 수동식(패시브)
- 생산 시기 : 2000년대
- 예인 소나 ZQQ-7 TASS : 탐지거리 129km
- 탑재함 : 소류급 잠수함

## 같이 보기
- DSQS-21
- 소나
- AN/BQQ-5
- AN/BQQ-6